# Google Lunar X Prize
Google Lunar X Prize, insieme di termini abbreviato in GLXP, è stata una competizione spaziale organizzata dalla X Prize Foundation e sponsorizzato da Google. La competizione è stata annunciata alla Wired Nextfest il 13 settembre 2007 ed è stata ufficialmente conclusa, senza vincitori, il 23 gennaio 2018. La sfida, a cui potevano partecipare solo team di privati, consisteva nel lanciare, far atterrare e muovere sulla superficie della Luna un robot che  avrebbe dovuto inviare sulla Terra fotografie e altri dati come prova dell'avvenuto allunaggio. Dal 5 aprile 2018, la fondazione ha annunciato che la competizione si trasforma in una gara senza premio in denaro.

## La competizione
Il Google Lunar X Prize offriva un totale di 30 milioni di dollari statunitensi (circa 26,5 milioni di €) di premio alla prima squadra privata che sarebbe riuscita a far atterrare sulla Luna un robot a guida autonoma (rover). Il robot avrebbe dovuto percorrere almeno 500 metri e trasmettere immagini e video in alta definizione come prova del riuscito allunaggio. La prima squadra a riuscire nell'impresa avrebbe potuto reclamare il premio principale di 20 milioni (15927800 €), mentre la seconda squadra avrebbe ottenuto il premio per il secondo posto di 5 milioni di dollari (circa 4,5 milioni di €). Altri premi in denaro erano previsti per la squadra del rover in grado di percorrere almeno 5 km sulla Luna, oppure in grado di fotografare i resti del programma Apollo o altri oggetti di costruzione umana. Infine ulteriori premi erano previsti per il team che fosse riuscito a confermare la presenza di ghiaccio sulla Luna oppure a costruire un rover in grado di sopravvivere a una notte lunare. Infine Space Florida avrebbe offerto un premio addizionale di 2 milioni di dollari (circa 1,7 milioni di €) a tutte le squadre che avrebbero lanciato la loro missione dalla Florida.
Il Google Lunar X Prize sarebbe terminato quando tutti i premi fossero stati reclamati o comunque entro il 31 marzo 2018 (precedentemente era stato fissato come termine il 31 dicembre 2012, 2015 e 2017).
In caso di successo da parte di una o più squadre, si sarebbe trattato del secondo veicolo operante sulla superficie lunare dal 1976, dopo il rover cinese Chang'e 3 del 2013.

## Finalisti
Al 31 dicembre 2017 scadeva il tempo limite per la prenotazione di un lancio orbitale per il proprio rover, lancio che si sarebbe dovuto effettuare nei primi tre mesi del 2018. Delle 30 squadre originariamente iscritte alla gara solo 5 sono riuscite a prenotare il lancio entro il termine previsto:
- SpaceIL (Israele)[3]
- Moon Express (Stati Uniti)[3]
- Synergy Moon (internazionale)[3]
- TeamIndus (India)[3]
- Hakuto (Giappone)[3]

| Data                  | Squadra      | Veicolo di lancio            | Note |
| --------------------- | ------------ | ---------------------------- | --- |
| 2017                  | Moon Express | Rocket Lab Electron          | [ 5 ] |
| seconda metà del 2017 | SpaceIL      | SpaceX Falcon 9              | Launch will be provided by Spaceflight Industries. Officially verified by Google Lunar X Prize officials.                   |
| 2017                  | Synergy Moon | Interorbital Systems Neptune | The company set to launch their first rocket. Officially verified by Google Lunar X Prize officials.                        |
| 2017                  | TeamIndus    | PSLV-XL                      | Antrix Corporation, the commercial arm of ISRO signed the deal with Team Indus. Officially verified by Google Lunar X Prize |
| 2017                  | Hakuto       | PSLV-XL                      | Will be a piggyback on Team Indus's PSLV. Officially Verifed by Google Lunar X Prize                                        |

## Squadre
Le registrazione al Google Lunar X Prize si sono chiuse il 31 dicembre 2010. L'elenco completo delle 29 squadre venne annunciato il 17 febbraio 2011, al 27 aprile 2016, in seguito a fusioni o abbandoni, ne rimangono in gara 16:
| Numero | Paese          | Nome                               | Nome sonda                                                                                      | Tipo di sonda          | Stato                         | Rif.          |
| ------ | -------------- | ---------------------------------- | ----------------------------------------------------------------------------------------------- | ---------------------- | ----------------------------- | ------------- |
| 02     | Stati Uniti    | Astrobotic                         | Griffin                                                                                         | lander                 | in sviluppo; lancio appaltato | [ 12 ]        |
| 02     | Stati Uniti    | Astrobotic                         | Red RoverTemplate:Update after                                                                  | rover                  | in sviluppo; lancio appaltato | [ 14 ]        |
| 03     | Italia         | Team Italia                        | Amalia (Ascensio Machinae Ad Lunam Italica Arte) by the idea and the project of Alberto Rovetta | rover                  | in sviluppo                   | [ 15 ]        |
| 07     | Stati Uniti    | Moon Express                       | MoonEx-1                                                                                        | lander                 | in sviluppo; lancio appaltato | [ 16 ] [ 17 ] |
| 08     | Stati Uniti    | STELLAR                            | Stellar Eagle                                                                                   | rover                  | in sviluppo                   | [ 18 ]        |
| 10     | Malaysia       | Independence-X                     | ILR-1                                                                                           | rover                  | in sviluppo                   | [ 19 ]        |
| 11     | Stati Uniti    | Omega Envoy Teaming with AngelicvM | To be named                                                                                     | lander                 | in sviluppo                   | [ 21 ]        |
| 11     | Stati Uniti    | Omega Envoy Teaming with AngelicvM | Sagan                                                                                           | rover                  | in sviluppo                   | [ 21 ]        |
| 12     | Internazionale | Synergy Moon                       | Tesla                                                                                           | rover                  | in sviluppo                   | [ 22 ]        |
| 13     | Internazionale | Euroluna                           | ROMIT                                                                                           |                        | in sviluppo                   | [ 23 ]        |
| 15     | Giappone       | Hakuto                             | piggyback contract ride on Astrobotic's Griffin lander                                          | lander                 | in sviluppo                   | [ 25 ]        |
| 15     | Giappone       | Hakuto                             | Moonraker and Tetris                                                                            | rover                  | in sviluppo                   | [ 25 ]        |
| 16     | Germania       | Part-Time Scientists               | Audi lunar quattro                                                                              | rover                  | in sviluppo                   | [ 26 ] [ 27 ] |
| 22     | Israele        | Team SpaceIL                       | Sparrow                                                                                         | nano-ship              | in sviluppo; lancio appaltato | [ 28 ]        |
| 23     | Ungheria       | Team Puli                          |                                                                                                 |                        | in sviluppo                   | [ 29 ]        |
| 24     | Brasile        | SpaceMETA                          |                                                                                                 |                        | in sviluppo                   | [ 30 ]        |
| 25     | Canada         | Team Plan B                        | Plan B                                                                                          |                        | in sviluppo                   | [ 31 ] [ 32 ] |
| 27     | Cile           | AngelicvM Teaming with Omega Envoy | Dandelion                                                                                       | rover                  | in sviluppo                   | [ 33 ]        |
| 28     | India          | Team Indus                         | HHK1                                                                                            | lander + 2 rovers      | in sviluppo                   | [ 34 ]        |
| 01     | Stati Uniti    | Odyssey Moon                       | MoonOne (M-1)                                                                                   | lander                 | Incorporato in Team SpaceIL   | [ 36 ]        |
| 04     | Stati Uniti    | Next Giant Leap                    |                                                                                                 |                        | Acquisito da Moon Express     | [ 38 ]        |
| 05     | Internazionale | FREDNET                            |                                                                                                 |                        | ritirato                      | [ 40 ]        |
| 06     | Romania        | ARCA                               | HAAS                                                                                            | lunar orbiter          | ritirato                      | [ 41 ]        |
| 06     | Romania        | ARCA                               | European Lunar Explorer                                                                         | spherical rover        | ritirato                      | [ 41 ]        |
| 09     | Stati Uniti    | JURBAN                             | JOHLT                                                                                           |                        | ritirato                      | [ 42 ]        |
| 14     | Internazionale | Team SELENE                        | RoverX                                                                                          | wheel+leg robot        | ritirato                      | [ 43 ]        |
| 17     | Germania       | C-Base Open Moon                   | C-Rove                                                                                          | rover                  | ritirato                      | [ 45 ]        |
| 18     | Russia         | Selenokhod                         |                                                                                                 |                        | ritirato                      | [ 46 ]        |
| 19     | Spagna         | Barcelona Moon Team                |                                                                                                 |                        | ritirato                      | [ 45 ]        |
| 20     | Stati Uniti    | Mystical Moon                      |                                                                                                 |                        | ritirato                      | [ 47 ]        |
| 21     | Stati Uniti    | Rocket City Space Pioneers         |                                                                                                 |                        | Acquisito da Moon Express     | [ 49 ]        |
| 26     | Stati Uniti    | Penn State Lunar Lion Team         | Lunar Lion                                                                                      | lander + rocket-hopper | ritirato                      | [ 51 ]        |
| 29     | Stati Uniti    | Team Phoenicia                     | Storming the High Heavens                                                                       | lander                 | ritirato                      | [ 52 ]        |
| 30     | Stati Uniti    | SCSG                               |                                                                                                 |                        | ritirato                      | [ 53 ]        |
| 31     | Stati Uniti    | Micro-Space                        | Crusader LL                                                                                     | lander                 | ritirato                      | [ 56 ]        |
| 32     | Stati Uniti    | Quantum3                           |                                                                                                 |                        | ritirato                      | [ 57 ]        |
| 33     | Stati Uniti    | Advaeros                           |                                                                                                 |                        | ritirato                      | [ 58 ]        |
| 34     | Stati Uniti    | LunaTrex                           |                                                                                                 |                        | non registrato                | [ 60 ]        |